# Antepipona empeyi
Antepipona empeyi är en stekelart som beskrevs av Giordani Soika 1985. Antepipona empeyi ingår i släktet Antepipona och familjen Eumenidae. Inga underarter finns listade i Catalogue of Life.